# Transport de prisonniers

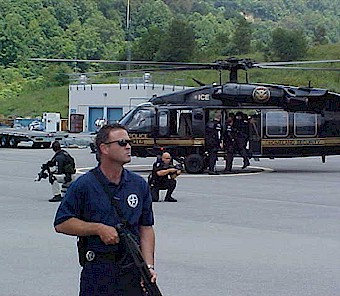
Les Marshals des États-Unis sécurisent un transport de prisonniers d'immigration et de douanes.

Le transport des prisonniers est le transport de prisonniers d'un lieu sécurisé à un autre. Il peut être effectué par des agences d'application de la loi ou des entrepreneurs privés tels que Prisoner Transportation Services.
Pour extrader un criminel suspecté ou condamné d'une juridiction à une autre, un aéronef de rendition peut être utilisé, bien que le coût élevé implique qu'il est normalement utilisé seulement pour transporter les prisonniers les plus dangereux; plus couramment, une personne condamnée pour un crime non violent avec un faible risque d'évasion est souvent placée dans un avion de ligne commercial, quoique escortée par des officiers de la loi. Un exemple notable d'un prisonnier transporté sur un avion commercial est celui de Christopher Tappin, un Britannique extradé vers les États-Unis en février 2012 pour faire face à des accusations américaines de vente de pièces d'armes à Iran. Tappin a été transporté sur des vols de United Airlines de Londres Heathrow à El Paso, Texas via Houston, accompagné, mais non menotté, par des US Marshals à tout moment.

## Risques

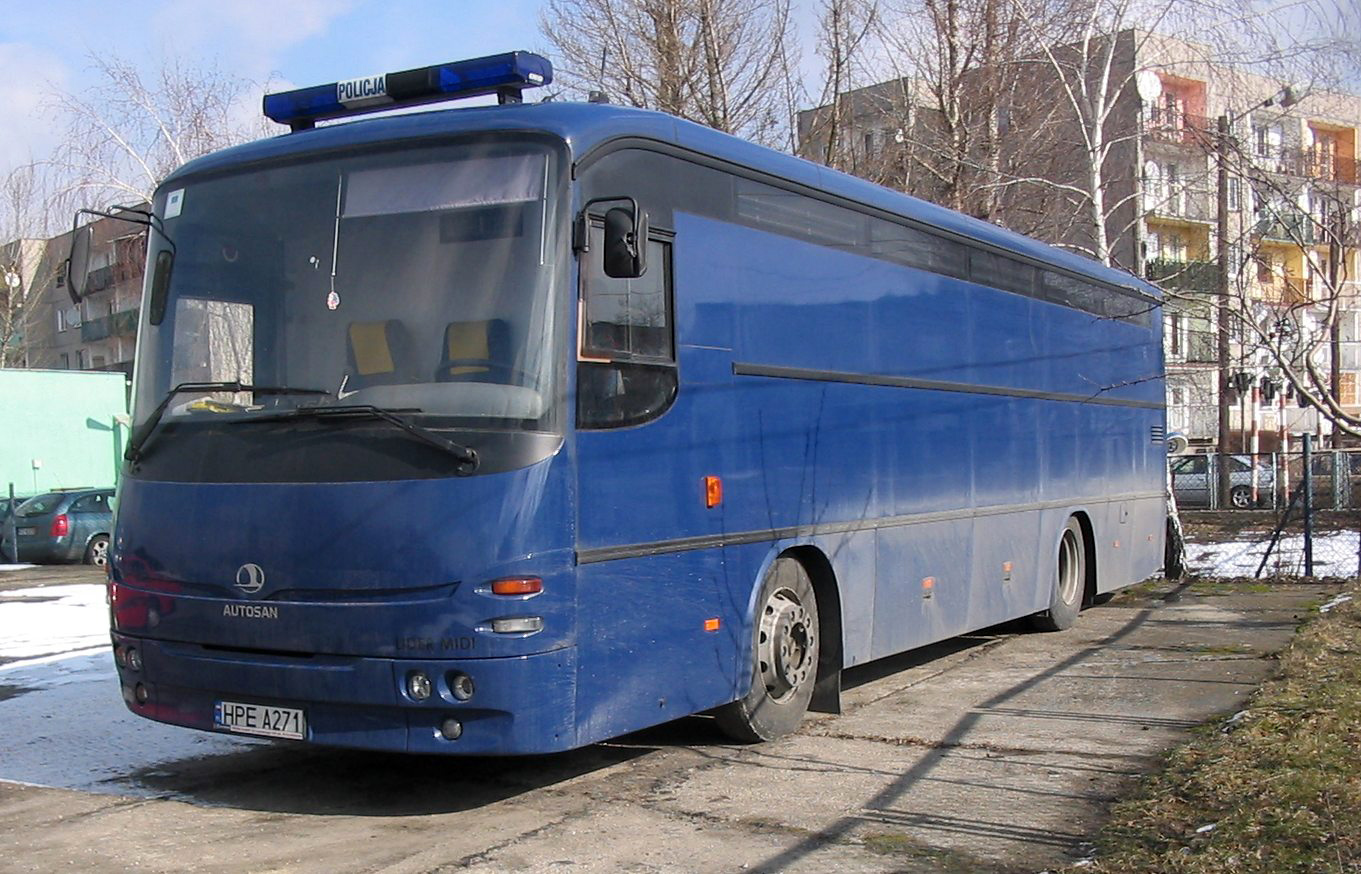
Car de police polonaise utilisé pour le transport des prisonniers.

Le transport de prisonniers est risqué en raison du fait que des détenus dangereux sont temporairement introduits dans un environnement public. Des véhicules de transport de prisonniers spécialement conçus sont utilisés pour répondre aux exigences de sécurité. De nombreux détenus voient ce moment comme une opportunité pour s'évader. Certains détenus se préparent à l'évasion pendant le transport en apportant de petits objets (par exemple, des trombones) qui peuvent être utilisés pour crocheter les serrures de leurs menottes avant de s'échapper des véhicules.
Les agences d'application de la loi, conscientes de cela, prennent souvent des mesures de sécurité supplémentaires sur les détenus en cours de transport, en particulier ceux qui sont plus enclins à s'évader ou à la violence. Cela inclut des formes supplémentaires de contrainte sur les corps, des véhicules plus sécurisés et des escortes d'agents de la loi supplémentaires. De nombreux transports sont commencés la nuit pour minimiser les risques de dommages aux civils.

## Équipement

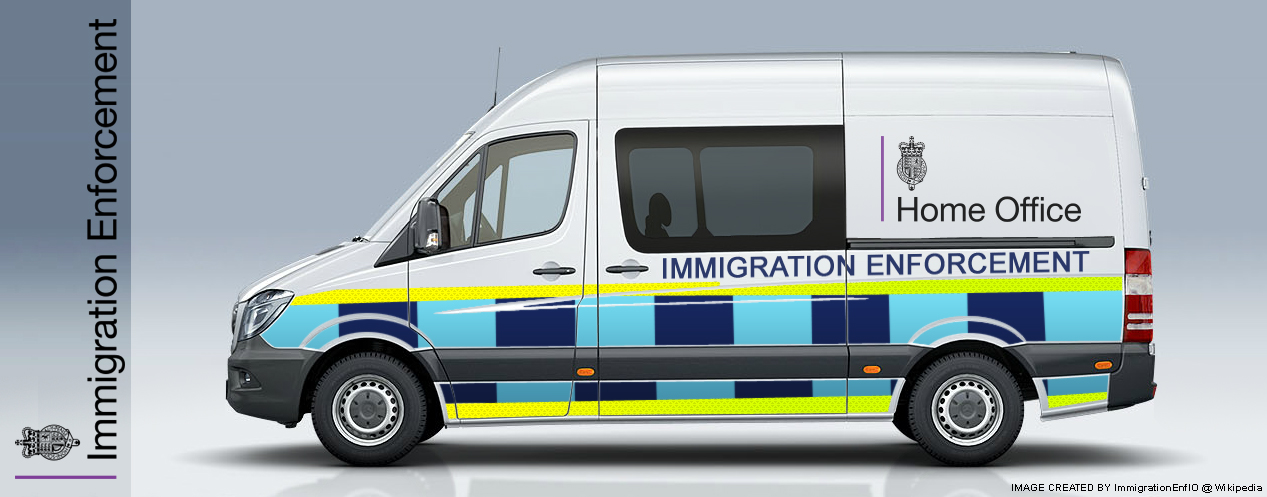
Un fourgon cellulaire utilisé par l'Immigration britannique pour transporter en toute sécurité les délinquants

En tant que mesure de précaution contre l'évasion, les prisonniers sont systématiquement placés sous contraintes physiques pour le transport. Le type de contraintes utilisé dépend du niveau de sécurité des prisonniers et peut varier d'un département à l'autre. En règle générale, la plupart des prisonniers devront porter au moins des menottes comme contrainte minimale. Souvent, une chaîne ventrale est ajoutée afin que les mains du prisonnier soient menottées à la taille. Des ceintures en cuir ou en nylon peuvent être utilisées à la place des chaînes ventrales. Pour empêcher le prisonnier de manipuler le trou de la serrure des menottes, par exemple s'il se procure une clé de menottes ou un crochet, une housse de menottes à l'extérieur d'une zone sécurisée. Lorsqu'un prisonnier est menotté aux mains, aux jambes et autour de la taille, on parle couramment de "restraint complet".

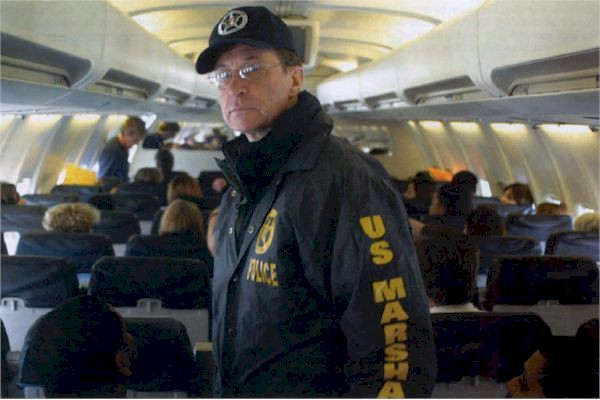
US Marshals et prisonniers à bord d'un vol Con Air

Les contraintes spécifiques au transport des prisonniers (par exemple, le modèle Smith & Wesson 1850 transport restraint) sont des combinaisons qui consistent en une paire de menottes, reliées par une chaîne plus longue à une paire de menottes de jambes. Lorsqu'il est placé dans de telles contraintes de transport, le prisonnier aura toujours la possibilité de marcher normalement, mais sera empêché de courir par les entraves aux jambes. La chaîne de connexion empêche également le prisonnier de lever les bras. Pour transporter des prisonniers en voiture, des combinaisons spéciales appelées auto restraints sont utilisées où les chaînes des entraves aux jambes ainsi que les chaînes de connexion sont raccourcies, permettant au prisonnier uniquement une marche voûtée et traînante lorsqu'il est à l'extérieur de la voiture.
En plus des contraintes, une ceinture à décharge électrique peut être attachée autour de la taille du prisonnier pour un contrôle supplémentaire. En cas de tentative d'évasion ou d'attaque de quelqu'un par le prisonnier, les officiers d'escorte peuvent activer la ceinture via une télécommande pour administrer une décharge électrique au sujet.

### Vêtements
Lors du transport, les prisonniers doivent dans la plupart des cas porter un uniforme de prisonnier pour être instantanément identifiables. Parfois, des vestes de haute visibilité spéciales sont ajoutées pour une sécurité accrue.